# Percophis brasiliensis
Percophis brasiliensis là danh pháp khoa học của một loài cá biển có tên tiếng Anh là Brazilian flathead (nghĩa đen là "cá đầu bẹt Brasil"). Nó là loài duy nhất của chi Percophis trong họ Percophidae.

## Từ nguyên
Danh từ Percophis bắt nguồn từ tiếng Hy Lạp cổ πέρκη (perke) nghĩa là cá vược và ὄφις (ophis) nghĩa là rắn. Tính từ định danh brasiliensis là tiếng Latinh đề cập tới Brasil.

## Mô tả
Loài cá biển không di cư vào nước ngọt, sống đáy. Chiều dài tổng cộng tối đa 53 xentimét (21 in), chiều dài thường thấy 40 xentimét (16 in). Tuổi thọ tối đa 19 năm. Gai vây lưng: 8-10, tia mềm vây lưng: 30-33, gai vây hậu môn: 0, tia mềm vây hậu môn: 40-42.

## Phân bố
Loài này được tìm thấy ở tây nam Đại Tây Dương, ngoài khơi bờ biển Nam Mỹ, từ miền nam Brasil tới miền trung Argentina.